# Borgo San Martino
Borgo San Martino (piemontiul: Ël Borgh ëd San Martin vagy Borgh San Martin) település Olaszországban, Piemont régióban, Alessandria megyében. Lakosainak száma 1341 fő (2023. január 1.). Borgo San Martino Casale Monferrato, Occimiano, Pomaro Monferrato, Ticineto és Frassineto Po községekkel határos.

## Népesség
A település népességének változása:
| Lakosok száma | 1420 | 1411 | 1341 |
|               | 2017 | 2018 | 2023 |